# Deutsche Berglauf-Meisterschaften

Logo vom Deutschen Leichtathletik-Verband

Deutsche Berglauf-Meisterschaften sind Bestandteil der Deutschen Meisterschaften der Leichtathletik, die jährlich im Sommer ausgetragen werden.
Der Berglauf ist, wie Wald- und Crosslauf, ausgelagert, da er nicht in einem Stadion durchgeführt werden kann. Berglauf-Meisterschaften gehören ab 1985 zum Wettkampfprogramm des DLV.
Veranstalter ist der Deutsche Leichtathletik-Verband (DLV) in Verbindung mit einem Landes- und ggf. örtlichen Ausrichter.
Teilnahmeberechtigt sind grundsätzlich nur Mitglieder mit einem gültigen Startrecht für einen Verein/LG im Verbandsgebiet des DLV und Jugendliche U16 sind bei der männlichen und weiblichen Jugend U20 nicht teilnahmeberechtigt. Starten dürfen nur Sportler, die eine Mindestleistung erfüllt haben.

## Geschichte
Vorläufer der Deutschen Berglauf-Meisterschaften war die Rennserie Deutscher Berglaufpokal des DLV. Zum Teil richteten einige dieser Veranstaltungen die Berglauf-DM aus, wie etwa der Hochfellnberglauf in Bergen.

## Deutsche Berglauf-Meisterschaften
|     | Jahr | Datum         | Ort                         | Veranstaltung                      | Ergebnisse                         |
| --- | ---- | ------------- | --------------------------- | ---------------------------------- | ---------------------------------- |
| 01. | 1985 | 8. September  | Oberstaufen                 | Hochgrat-Berglauf                  |                                    |
| 02. | 1986 | 28. September | Bergen im Chiemgau          | Hochfellnberglauf                  |                                    |
| 03. | 1987 | 11. Oktober   | Isny im Allgäu              | Schwarzer Grat-Berglauf            |                                    |
| 04. | 1988 | 1. Oktober    | Bühlertal                   | Hundseck-Berglauf                  |                                    |
| 05. | 1989 | 27. August    | Müllheim im Markgräflerland | Hochblauen-Berglauf                |                                    |
| 06. | 1990 | 17. Juni      | Isny im Allgäu              | Schwarzer Grat-Berglauf            |                                    |
| 07. | 1991 | 22. September | Oberstdorf                  | Nebelhorn-Berglauf                 |                                    |
| 08. | 1992 | 20. Juni      | Freiburg im Breisgau        | Schauinsland-Berglauf              |                                    |
| 09. | 1993 | 3. Oktober    | Berchtesgaden               | Jenner-Berglauf                    |                                    |
| 10. | 1994 | 6. August     | Freiburg im Breisgau        | Schauinsland-Berglauf              |                                    |
| 11. | 1995 | 11. Juni      | Beuren bei Nürtingen        | Hohenneuffen-Berglauf              |                                    |
| 12. | 1996 | 29. September | Bergen im Chiemgau          | Hochfellnberglauf                  |                                    |
| 13. | 1997 | 17. Mai       | Bühlertal                   | Hundseck-Berglauf                  |                                    |
| 14. | 1998 | 21. Juni      | Oberstdorf                  | Nebelhorn-Berglauf                 |                                    |
| 15. | 1999 | 12. Juni      | Freiburg im Breisgau        | Schauinsland-Berglauf              |                                    |
| 16. | 2000 | 18. Juni      | Piding                      | Predigtstuhl                       |                                    |
| 17. | 2001 | 23. Juni      | Lauf bei Achern             | Laufbach-Berglauf                  |                                    |
| 18. | 2002 | 9. Juni       | Zell am Harmersbach         | Brandenkopf-Berglauf               | Ergebnisse                         |
| 19. | 2003 | 22. Juni      | Berchtesgaden               | Jenner-Berglauf                    | Einzel, Team                       |
| 20. | 2004 | 29. August    | Oberstaufen                 | Hochgrat-Berglauf                  | Einzel, Team, Klassen              |
| 21. | 2005 | 8. Oktober    | Zell am Harmersbach         | Brandenkopf-Berglauf               | Ergebnisse: weiblich, männlich     |
| 22. | 2006 | 13. August    | Schwangau                   | Tegelberglauf                      | Männer, Frauen, Klassen, Team      |
| 23. | 2007 | 10. Juni      | Müllheim im Markgräflerland | Hochblauen-Berglauf                | Gesamtergebnisse                   |
| 24. | 2008 | 27. Juli      | Mittenwald                  | Karwendel-Berglauf                 | Ergebnisse                         |
| 25. | 2009 | 27. September | Bergen im Chiemgau          | Hochfellnberglauf                  | Ergebnisse                         |
| 26. | 2010 | 6. Juni       | Müllheim im Markgräflerland | Hochblauen-Berglauf                | Ergebnisse                         |
| 27. | 2011 | 3. Juli       | Oberstdorf                  | Nebelhorn-Berglauf                 | Ergebnisse                         |
| 28. | 2012 | 3. Oktober    | Zell am Harmersbach         | Brandenkopf-Berglauf               | Ergebnisse                         |
| 29. | 2013 | 29. September | Bergen im Chiemgau          | Hochfellnberglauf                  | Results                            |
| 30. | 2014 | 28. September | Bergen im Chiemgau          | Hochfellnberglauf                  | Ergebnisse                         |
| 31. | 2015 | 16. Mai       | Bühlertal                   | Hundseck-Berglauf                  | Ergebnisse                         |
| 32. | 2016 | 7. August     | Schwangau                   | Tegelberglauf                      | Ergebnisse                         |
| 33. | 2017 | 10. Juni      | Bayerisch Eisenstein        | Arberlandberglauf                  | Ergebnisse                         |
| 34. | 2018 | 1. September  | Ilsenburg                   | Brockenlauf                        | Ergebnisse                         |
| 35. | 2019 | 22. September | Breitungen/Werra            | Bergtrail am Pleß                  | Ergebnisse                         |
| 36. | 2020 | 4. Oktober    | Zell am Harmersbach         | wg. der COVID-19-Pandemie abgesagt | wg. der COVID-19-Pandemie abgesagt |
| 37. | 2021 | 18. September | Bad Kohlgrub                | Hörnlelauf                         | Ergebnisse                         |
| 38. | 2022 | 2. Oktober    | Schönau am Königssee        | Jenner-Berglauf                    | Ergebnisse                         |
| 39. | 2023 | 29. April     | Bühlertal                   | Hundseck-Berglauf                  |                                    |